# Суейнс
Суейнс (англ. Swains Island) — атол в архіпелазі Токелау. Входить до складу Американського Самоа та є найпівнічнішим островом країни. Культурно та історично є частиною Токелау, адміністративно і політично — під управлінням Американського Самоа. Альтернативні назви — Олосега, Олохега, Кірос, Дженнінгс.

## Географія

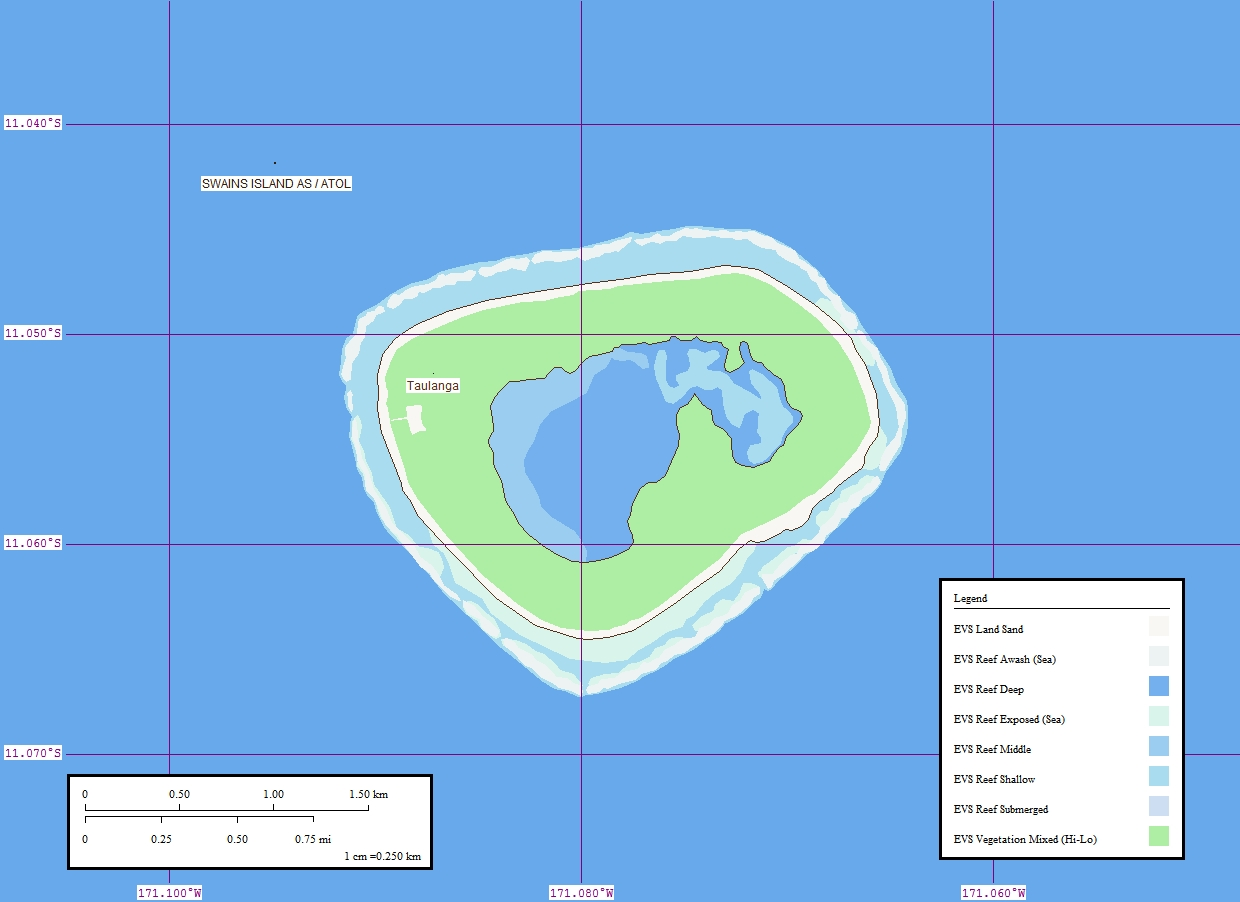
Карта острова

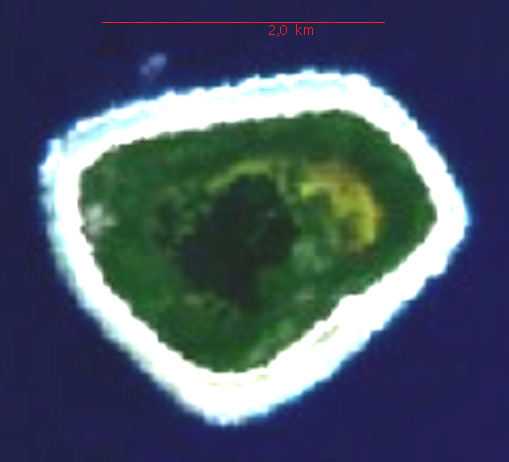
Космічний знімок Суейнса

Загальна площа острова становить 1,865 км², при цьому площа суші — 1,508 км². Лагуна в центрі Суейнса займає площу 0,358 км².
Атол є кільцем суші, що оточує лагуну в центрі, яка повністю ізольована від вод Тихого океану. Вода в лагуні трохи солонувата.

## Історія
Острів був відкритий 2 березня 1606 іспанським мореплавцем родом з Португалії Педро Фернандесом де Кіросом, який назвав його ісп. Isla de la Gente Hermosa, що перекладається як «Острів красивих людей».
Пізніше на Суейнсі побувала група воїнів острова Факаофо. Чоловіче населення атола або втекло, або ж було вбито чужинцями, а жінок забрали на Факаофо.
У 1841 році повз острів проплив американський корабель «Peacock», команда якого назвала атол «Островом Суйенс» на честь китобоя, який першим помітив острів.
У 1856 році американець Елі Хатчінсон Дженнінгс (англ. Eli Hutchinson Jennings) заснував на Суейнсі разом зі своєю самоанською дружиною Маліа поселення. 13 жовтня 1856 острів став напівавтономною власністю Дженнінгса (правда, при цьому бувши територією США).
Дженнінгс створив на Суейнсі плантацію кокосових пальм, яка досягла розквіту за часів його сина. У 1907 році резидент-комісар британської колонії Острови Гілберта і Елліс оголосив острів територією Британії, зажадавши у Дженнінгса виплати податку у розмірі US $ 85. Власник острова виплатив цю суму, щоправда, уряд США згодом відшкодував її. Пізніше британський уряд визнав Суейнс володінням США.
Після смерті сина Дженнінгса в 1920 році і його дружини в 1921 році виникло питання про те, кому належить острів. Уряд США вирішив передати право управління Суейнсом дочці та сину молодшого Дженнінгса. А 4 березня 1925 року острів офіційно став частиною Американського Самоа. Однак власниками землі залишилися нащадки Дженнінгса. Чисельність населення Суейнса в той час становила близько 100 чоловік.
У 1953 році працівники плантації, вихідці з Токелау, пред'явили свої права на землю. У відповідь на це Олександр Дженнінгс виселив з острова 56 робітників та їхні сім'ї. Події викликали стурбованість губернатора Американського Самоа, який визнав права Дженнінгса на землю, проте ввів на Суейнсі інститут трудового договору і заснував місцевий уряд, який повинен був захищати права робітників. Остров'янам також гарантувалося представництво в територіальному законодавчому органі.
25 березня 1981 році Нова Зеландія (Токелау — несамоврядна територія цієї країни) визнала суверенітет США над островом Суейнс. США при цьому відмовилися від територіальних претензій на інші острови Токелау. Однак токелаунці досі пред'являють свої претензії на острів.

## Населення
У 2005 році чисельність населення Суейнса становила 37 осіб, які проживали в селі Таулага (Талауга) в західній частині острова. У поселенні є церква, школа. У минулому в південно-східній частині Суейнса було село Етена, яке в наш час[коли?] перебуває в занедбаному стані.
Жителі в основному розмовляють мовою Токелау, хоча дуже поширена англійська.